# 5e armée de chars
Pour les articles homonymes, voir 5e armée.
La 5e armée de chars (en russe : 5-я танковая армия, parfois traduit « 5e armée de tanks ») est une grande unité de l'Armée rouge lors de la Grande Guerre patriotique (la Seconde Guerre mondiale). Cette armée est créée en juin 1942, pour être dissoute en avril 1943 ; le nom est repris ensuite par la 5e armée de chars de la Garde.

## Première formation
la 5e armée de chars est formée une première fois le 5 juin 1942 dans le district militaire de Moscou par ordre de la directive du 25 mai 1942, pour servir de réserve à la Stavka.
Elle était composée des 2e (en) et 11e corps de chars (ru), de la 340e division (en) de fusiliers et de la 19e brigade de chars (ru). Début de juillet elle est renforcée par le 7e corps de chars.
Selon la doctrine militaire des opérations en profondeur prônée par l'Armée rouge (théorisée par Triandafillov et Toukhatchevski), une armée de chars (Танковая армия, abrégée en TA) est destinée à être engagée après une percée effectuée par une autre armée combinée (composée d'infanterie largement soutenue par des divisions d'artillerie et des brigades de tanks d'accompagnement) ; le rôle de l'armée de chars étaient de servir d'« échelon de frappe opérative » en s'enfonçant le plus loin possible en territoire adverse (jusqu'à 150 à 400 km), si possible ses corps d'armée avançant en parallèle, pour déstructurer tout le système ennemi. Les deux (3e et 5e dès mai-juin 1942) puis six armées de chars furent les fers de lance des principales offensives soviétiques de la seconde partie de la Grande Guerre patriotique.
Son commandant fut le major-général Alexandre Ilitch Lizioukov (du 25 mai jusqu'au 15 juillet 1942).

### Voronej
Le 16 juin 1942, l'armée est rattachée au front de Briansk : les services de renseignement soviétique ont repéré une concentration allemande à l'est de Koursk, identifiée par la Stavka comme la préparation d'une vaste offensive menaçant Moscou. Le 28 juin, l'aviation et l'artillerie allemande frappent, puis la 4e armée blindée d'Hermann Hoth perce le front, fonçant plein est, vers le Don. La 5e armée de chars est alors, avec les 1er (ru) et 16e corps de chars (ru), plus au nord, autour de Ielets, sur la route de Moscou. Le 28 au soir, la Stavka ordonne le renforcement du front de Briansk avec les 4e, 17e et 24e corps de chars. La nuit du 3 au 4 juillet, les forces allemandes atteignent le Don. Staline ordonne alors la formation du front de Voronej pour tenir les environs de la ville, tout en préparant la contre-offensive de chars soviétique qui doit partir du nord vers Zemliansk, sur le flanc allemand.
La contre-offensive soviétique démarre le 5 juillet (« opération Voronej-Vorochilovgrad »), mais en ordre dispersé et non-coordonné : sous un ciel dominé par les Stukas du VIIIe Fliegerkorps von Richthofen et sur une steppe bien dégagée pour le tir des antichars (PaK 38 et PaK 40), les unités de chars de Lizioukov se font toutes étriller avant d'arriver au contact. L'attaque est relancée le 6 avec le 7e corps de chars (ru) de Rotmistrov, le 7 avec le 11e et le 10 avec le 2e, sans de meilleurs résultats, les chars allemands PzKpfW IV se mêlant au tir aux pigeons. La 5e armée de chars ayant perdu la majorité de ses effectifs sans atteindre ses objectifs, Lizioukov est rétrogradé le 15 juillet comme commandant du 2e corps de chars. Il meurt finalement au combat dans son char KV-1 le 23 juillet.
Ayant eu la majorité de ses chars détruits lors des combats, l'armée est dissoute le 17 juillet 1942, en application de la directive 170511 du commandement suprême datée du 15 juillet 1942. Son état-major est versé dans les réserves de la Stavka alors que les restes de ses troupes sont transférées vers d'autres unités des fronts de Briansk et de Voronej.

## Seconde formation
La 5e armée de chars est recrée le 3 septembre 1942 sur la base de la directive du 30 août, à partir des réserves de la Stavka.
Elle se composait des 1er (ru), 22e et 26e corps de chars, de la 119e division de fusiliers (ru) et quelques unités autonomes.
Commandants :
- major-général Pavel Semionovitch Rybalko (juillet - octobre 1942) ;
- major-général Prokofi Logvinovitch Romanenko (29 octobre - 28 décembre 1942) ;
- lieutenant-général Markian Popov (décembre 1942 - janvier 1943) ;
- major-général (lieutenant-général à partir de mars 1943) Ivan Timofeïevitch Chlemine (en) (janvier - avril 1943).

### Uranus

L'opération Uranus : les deux pinces d'encerclement devant Stalingrad, la 5e armée de chars attaquant du nord vers le sud-est.

Le 22 septembre 1942, la 5e armée de chars reconstituées est affectée comme réserve au front de Briansk ; le 29 octobre elle est transférée au front du Sud-Ouest et déployée dans le tête de pont de Serafimovitch sur le Don pour participer à la contre-offensive soviétique en préparation dans le cadre de la bataille de Stalingrad. Elle doit servir de fer de lance de la pince nord de l'opération Uranus, d'où son renforcement : elle comprend non seulement deux corps de chars (les 1er et 26e), mais aussi le 8e corps de cavalerie (ru) et six divisions de fusiliers (les 14e (en), 47e et 50e (en) de la Garde, ainsi que les 119e, 159e et 346e (ru)) dont plusieurs transportées sur camions.
Le 19 novembre 1942 au matin, sous un brouillard givrant, le front du Sud-Ouest attaque sur 56 km de large à partir de la tête de pont de Serafimovitch : l'artillerie prépare le terrain pendant 75 minutes, puis l'infanterie d'assaut et ses chars d'accompagnement percent un trou de 22 km de large à travers les premières lignes de la 3e armée roumaine. Les corps d'exploitation sont ensuite introduits dans la brèche, franchissant dans la foulée la seconde ligne roumaine (peu étoffée) et foncent en parallèle plein sud puis sud-est, faisant 15 km dès le premier jour : le 8e corps de cavalerie atteint la Tchir à Tchernikovskaïa le 21 et Osinovski ; le 1er corps de chars va jusqu'à Sourovikino sur la Tchir puis Rijkov sur le Don ; et le 26e corps de chars prend successivement Dobrinka et Ostrov le 21, puis le pont de Kalatch-sur-le-Don le 22 au petit matin (après avoir franchi 128 km), flanc-gardée par le 4e corps de chars (de la 21e armée).
À l'est de Kalatch, les blindés de la 5e armée de chars font leur jonction le 23 avec le 4e corps mécanisé (de la 51e armée du front de Stalingrad), encerclant la 6e armée allemande dans la poche de Stalingrad. Les six divisions de fusiliers attachées à la 5e armée de chars se repositionnent défensivement face au sud-ouest, le long du Tchir, pour empêcher les secours d'arriver, laissant la réduction de la poche aux front du Don (côtés ouest et nord) et de Stalingrad (côtés est et sud).

### Petit Saturne
Le 30 novembre 1942, l'infanterie de la 5e armée de chars repart à l'attaque, cette fois-ci sur la Tchir, entre Sourovikino et la confluence avec le Don, avec pour objectif Morozovsk et Tatsinskaïa, pour démarrer l'opération Saturne. Si la 336e division d'infanterie allemande tient sur ses positions, la 7e division de la Luftwaffe plus en amont lâche pied le 6 décembre : le front du Sud-Ouest envoie alors le 1er corps de chars soviétique dans la brèche, mais Hoth réplique en contre-attaquant avec la 11e division de Panzer, ce qui reste de la 384e division d'infanterie et un bon soutien aérien, repoussant les Soviétiques. Le 11, nouvelle tentative avec engagement du 5e corps mécanisé, dont les Matilda et Valentine (de construction britannique, apportés par le prêt-bail) se font tailler en pièces par les PaK et Panzer IV de la 11e PzD. Puis c'est la 336e division qui flanche en aval, enfoncée par la 5e division de cavalerie de la Garde (en), mais cette dernière est elle aussi arrêtée par la 11e Panzer.
La résistance allemande entraîne la transformation de l'opération Saturne en une offensive plus modeste, « petit Saturne » (Malii Saturn), dont la 5e armée de chars, bloquée sur la Tchir, est désormais exclue.

### Donbass
En janvier-février 1943, elle participe à la reconquête du Donbass, ses troupes prennent part à la libération des villes Morozovsk (5 janvier), Tatsinskaïa (15 janvier), Kamensk-Chakhtinski (13 février), Krasny Souline (14 février). Fin février elle atteint le Mious et passe sur la défensive.
l'armée est dissoute le 20 avril 1943, son état-major servant de base à la formation de la 12e armée du front du Sud-Ouest. Dans le même temps, la 5e armée de chars de la Garde est mise sur pied.